# نارینو (نارینو)
نارینو (انگلیسی: Nariño, Nariño) نام یک منطقه مسکونی در کلمبیا است.